# 鉄腕投手 稲尾物語
『鉄腕投手 稲尾物語』（てつわんとうしゅ いなおものがたり）は、1959年（昭和34年）に公開された日本映画。製作、配給は東宝。モノクロ、東宝スコープ。同時上映は『続・社長太平記』。
当時日本プロ野球・西鉄ライオンズのエースピッチャーとして活躍していた、稲尾和久の生い立ちを本人主演でつづった野球映画である。

## キャスト
稲尾のほかにも、大下弘をはじめとした西鉄選手、三原脩監督、そして当時の西鉄球団社長・西亦次郎も出演した。また、映画内で「2人の志村＝志村正順と志村喬」が共演している。同一のシーンに出ることはなかったが父親役の志村喬のセリフ（スクリーン上に姿はなし）のすぐ後に志村正順が実況アナウンサー役で登場する場面がある。また、有名になる前の児玉清が通行人役として出演している。
- 稲尾和久：伊東隆（少年時代）、吉田光男（高校時代）
- 杉浦節子：白川由美
- 松田紀子：柳川慶子
- 栗原直司：江原達怡
- 稲尾かめの：浪花千栄子
- 稲尾久子：東郷晴子
- 稲尾貞幸：堺左千夫
- 稲尾照久：山本廉
- 稲尾エミ子：沢村美智子
- 松田源太郎：藤原釜足
- 松田お芳：中北千枝子
- 松田正男：三島耕
- 国造：如月寛多
- 医師：熊谷二良
- 看護婦：加藤明美
- 大黒屋旅館主人：佐田豊
- 少年ファン：白田肇
- 女子高校生：星由里子、樋口年子
- 球団トレーナー吉川：手塚勝巳
- 西鉄応援団：中山豊
- 運動具屋：桜井巨郎
- アナウンサー：志村正順
- 解説者：小西得郎
- 西亦次郎（西鉄社長）
- 三原脩（西鉄監督）
- 石本秀一（西鉄ヘッドコーチ）
- 首藤先生：村上冬樹
- 稲尾久作：志村喬
- 西鉄ライオンズ全選手

## スタッフ
- 製作：杉原貞雄
- 構成：菊島隆三
- 脚本：蓮池義雄
- 音楽：古関裕而
- 撮影：遠藤精一
- 美術：北辰雄
- 録音：三上長七郎
- 照明：高島利雄
- 助監督：長野卓
- 製作担当者：黒田達雄
- 整音：宮崎正信
- スチール：副田正男
- 監修：三原修
- 監督：本多猪四郎